# Cupa Campionilor Europeni 1957-1958
Sezonul '57-'58 al competiției europene inter-cluburi Cupa Campionilor Europeni la fotbal a fost câștigat de către Real Madrid CF într-o palpitantă victorie finală, dusă până în prelungiri împotriva lui AC Milan.

## Preliminarii
| Echipa 1                 | Total  | Echipa 2                  | Turul I | Turul II | Baraj |
| ------------------------ | ------ | ------------------------- | ------- | -------- | ----- |
| Glasgow Rangers FC       | 4 – 3  | AS Saint-Étienne          | 3 – 1   | 1 – 2    |       |
| CDNA Sofia               | 3 – 7  | Vasas SC Budapesta        | 2 – 1   | 1 – 6    |       |
| Stade Dudelange          | 1 – 14 | FC Steaua Roșie Belgrad   | 0 – 5   | 1 – 9    |       |
| Aarhus Gymnastikforening | 3 – 0  | Glenavon FC Lurgan        | 0 – 0   | 3 – 0    |       |
| WKS Gwardia Varșovia     | 4 – 4  | SC Wismut Karl-Marx-Stadt | 3 – 1   | 1 – 3    | 1 – 1 |
| Sevilla FC SAD           | 3 – 1  | SL Benfica                | 3 – 1   | 0 – 0    |       |
| Shamrock Rovers FC       | 2 – 9  | Manchester United FC      | 0 – 6   | 2 – 3    |       |
| AC Milan SpA             | 6 – 6  | SK Rapid Viena            | 4 – 1   | 2 – 5    | 4 – 2 |

### Turul I
| Glasgow Rangers FC                    | 3 – 1   | AS Saint-Étienne                     |
| ------------------------------------- | ------- | ------------------------------------ |
| Kichenbrand 19' Scott 47' Simpson 82' | Detalii | Mekhloufi 15' · Richard Tylinski 53' |

| CDNA Sofia      | 2 – 1   | Vasas SC Budapesta |
| --------------- | ------- | ------------------ |
| Milanov 2', 38' | Detalii | Bundzsák 53'       |

| Stade Dudelange | 0 – 5   | FC Steaua Roșie Belgrad                   |
| --------------- | ------- | ----------------------------------------- |
|                 | Detalii | Kostić 11' 16' Rudinski 47' 55' Mitić 87' |

| Aarhus Gymnastikforening | 0 – 0   | Glenavon FC Lurgan |
| ------------------------ | ------- | ------------------ |
|                          | Detalii |                    |

| WKS Gwardia Varșovia                          | 3 – 1   | SC Wismut Karl-Marx-Stadt |
| --------------------------------------------- | ------- | ------------------------- |
| Baszkiewicz 49' Lewandowski 59' Gawronski 88' | Detalii | Siegfried Kaiser 79'      |

| Sevilla FC SAD                      | 3 – 1   | SL Benfica   |
| ----------------------------------- | ------- | ------------ |
| Pahuet 46' Antoniet 59' Pepillo 79' | Detalii | Palmeiro 48' |

| Shamrock Rovers FC | 0 – 6   | Manchester United FC                             |
| ------------------ | ------- | ------------------------------------------------ |
|                    | Detalii | Taylor 36' 63' Whelan 51' 57' Berry 71' Pegg 72' |

| AC Milan SpA                                                    | 4 – 1   | SK Rapid Viena |
| --------------------------------------------------------------- | ------- | -------------- |
| Grillo 4' · Bean 8' · Höltl 74' · Cucchiaroni 80' · Mariani 82' | Detalii | Dienst 58'     |

### Turul II
| AS Saint-Étienne         | 2 – 1   | Glasgow Rangers FC |
| ------------------------ | ------- | ------------------ |
| Ferrier 18' Oleksiak 72' | Detalii | Wilson 61'         |

Glasgow Rangers FC s-a calificat cu scorul general 4–3.
| Glenavon FC Lurgan | 0 – 3   | Aarhus Gymnastikforening          |
| ------------------ | ------- | --------------------------------- |
|                    | Detalii | Kjær Andersen 13', 45' Jensen 40' |

Aarhus Gymnastikforening s-a calificat cu scorul general 3–0.
| SL Benfica | 0 – 0   | Sevilla FC SAD |
| ---------- | ------- | -------------- |
|            | Detalii |                |

Sevilla FC SAD s-a calificat cu scorul general 3–1.
| FC Steaua Roșie Belgrad                                     | 9 – 1   | Stade Dudelange |
| ----------------------------------------------------------- | ------- | --------------- |
| Cokic 5', 38', 66', 69' Mitić 10' Kostić 17', 29', 30', 33' | Detalii | Rongoni 31'     |

FC Steaua Roșie Belgrad s-a calificat cu scorul general 14–1.
| Manchester United FC     | 3 – 2   | Shamrock Rovers FC      |
| ------------------------ | ------- | ----------------------- |
| Viollet 5', 60' Pegg 20' | Detalii | McCann 55' Hamilton 66' |

Manchester United FC s-a calificat cu scorul general 9–2.
| Vasas SC Budapesta                                          | 6 – 1   | CDNA Sofia        |
| ----------------------------------------------------------- | ------- | ----------------- |
| Csordás 35', 38', 51' Berendi 48' Bundzsák 68' Szilágyi 89' | Detalii | Panayotov 25' 56' |

Vasas SC Budapesta s-a calificat cu scorul general 7–3.
| SK Rapid Viena                                            | 5 – 2   | AC Milan SpA        |
| --------------------------------------------------------- | ------- | ------------------- |
| Körner 1' Dienst 31' Bertalan 57' Riegler 62' Hanappi 78' | Detalii | Grillo 19' Bean 77' |

La scorul general 6–6 s-a disputat un meci de baraj.
| SC Wismut Karl-Marx-Stadt        | 3 – 1   | WKS Gwardia Varșovia |
| -------------------------------- | ------- | -------------------- |
| M. Kaiser 10' S. Kaiser 74', 80' | Detalii | Baszkiewicz 60' 65'  |

La scorul general 4–4 s-a disputat un meci de baraj.

### Baraj
| SC Wismut Karl-Marx-Stadt | 1 – 1   | WKS Gwardia Varșovia               |
| ------------------------- | ------- | ---------------------------------- |
| Tröger 90'                | Detalii | E. Szarzyński 3' · Baszkiewicz 65' |

Meci întrerupt în minutul 100 la scorul de 1–1 din cauza unei defecțiuni la instalația de nocturnă. SC Wismut Karl Marx Stadt s-a calificat în urma tragerii la sorți.
| AC Milan SpA                                | 4 – 2   | SK Rapid Viena                                   |
| ------------------------------------------- | ------- | ------------------------------------------------ |
| Bean 6', 82' Bergamaschi 41' Schiaffino 54' | Detalii | Lenzinger 13' · Happel 38' (pen.) · Bertalan 72' |

AC Milan s-a calificat.

## Optimi de finală
| Echipa 1                     | Total | Echipa 2                 | Turul I | Turul II | Baraj |
| ---------------------------- | ----- | ------------------------ | ------- | -------- | ----- |
| Royal Antwerp FC             | 1 – 8 | Real Madrid CF           | 1 – 2   | 0 – 6    |       |
| IFK Norrköping               | 3 – 4 | FC Steaua Roșie Belgrad  | 2 – 2   | 1 – 2    |       |
| Wismut Karl-Marx-Stadt       | 1 – 4 | AFC Ajax                 | 1 – 3   | 0 – 1    |       |
| BSC Young Boys               | 2 – 3 | Vasas SC Budapesta       | 1 – 1   | 1 – 2    |       |
| Manchester United FC         | 3 – 1 | VTJ Dukla Praga          | 3 – 0   | 0 – 1    |       |
| Sevilla FC SAD               | 4 – 2 | Aarhus Gymnastikforening | 4 – 0   | 0 – 2    |       |
| BV Borussia-1909 eV Dortmund | 5 – 5 | CCA București            | 3 – 1   | 2 – 4    | 3 – 1 |
| Glasgow Rangers FC           | 1 – 6 | AC Milan SpA             | 1 – 4   | 0 – 2    |       |

### Turul I
| Royal Antwerp FC | 1 – 2   | Real Madrid CF      |
| ---------------- | ------- | ------------------- |
| de Backer 58'    | Detalii | Di Stéfano 15', 61' |

| IFK Norrköping              | 2 – 2   | FC Steaua Roșie Belgrad |
| --------------------------- | ------- | ----------------------- |
| Haakansson 75' Kallgren 85' | Detalii | Toplak 88' Kostić 90'   |

| Wismut Karl-Marx-Stadt | 1 – 3   | AFC Ajax                             |
| ---------------------- | ------- | ------------------------------------ |
| Müller 87'             | Detalii | van der Kuil 5', 62' Bleijenberg 17' |

| BSC Young Boys       | 1 – 1   | Vasas SC Budapesta       |
| -------------------- | ------- | ------------------------ |
| Wechselberger 7' 75' | Detalii | Sárosi 75' · Csordás 90' |

| Manchester United FC            | 3 – 0   | VTJ Dukla Praga |
| ------------------------------- | ------- | --------------- |
| Webster 63' Taylor 65' Pegg 79' | Detalii |                 |

| Sevilla FC SAD                   | 4 – 0   | Aarhus Gymnastikforening |
| -------------------------------- | ------- | ------------------------ |
| Iborra 6', 30' Martinez 24', 52' | Detalii |                          |

| BV Borussia-1909 eV Dortmund       | 4 – 2   | CCA București         |
| ---------------------------------- | ------- | --------------------- |
| Peters 35', 62', 64' Niepieklo 66' | Detalii | Zavoda I 43' Bone 50' |

| Glasgow Rangers FC | 1 – 4   | AC Milan SpA                         |
| ------------------ | ------- | ------------------------------------ |
| Murray 31'         | Detalii | Grillo 75', 83' Baruffi 81' Bean 86' |

### Turul II
| FC Steaua Roșie Belgrad | 2 – 1   | IFK Norrköping |
| ----------------------- | ------- | -------------- |
| Spajic 75', 88'         | Detalii | Backman 16'    |

FC Steaua Roșie Belgrad s-a calificat cu scorul general 4–3.
| AFC Ajax      | 1 – 0   | Wismut Karl-Marx-Stadt |
| ------------- | ------- | ---------------------- |
| Ouderland 79' | Detalii |                        |

AFC Ajax s-a calificat cu scorul general 4–1.
| Real Madrid CF                                 | 6 – 0   | Royal Antwerp FC |
| ---------------------------------------------- | ------- | ---------------- |
| Rial 2', 4', 41' Marsal 52' Kopa 79' Gento 89' | Detalii |                  |

Real Madrid CF s-a calificat cu scorul general 8–1.
| Vasas SC Budapesta | 2 – 1   | BSC Young Boys |
| ------------------ | ------- | -------------- |
| Csordás 8', 12'    | Detalii | Schneiter 89'  |

Vasas SC Budapesta s-a calificat cu scorul general 3–2.
| VTJ Dukla Praga | 1 – 0   | Manchester United FC |
| --------------- | ------- | -------------------- |
| Dvorák 17'      | Detalii |                      |

Manchester United FC s-a calificat cu scorul general 3–1.
| Aarhus Gymnastikforening | 2 – 0   | Sevilla FC SAD |
| ------------------------ | ------- | -------------- |
| Jensen 41', 86'          | Detalii |                |

Sevilla FC SAD s-a calificat cu scorul general 4–2.
| CCA București                              | 3 – 1   | BV Borussia-1909 eV Dortmund |
| ------------------------------------------ | ------- | ---------------------------- |
| Tătaru 17' Constantin 25' Alexandrescu 45' | Detalii | Niepieklo 12'                |

La scorul general 5–5 s-a disputat un meci de baraj.
| AC Milan SpA         | 2 – 0   | Glasgow Rangers FC |
| -------------------- | ------- | ------------------ |
| Baruffi 37' Gall 48' | Detalii |                    |

AC Milan s-a calificat cu scorul general 6–1.

### Baraj
| BV Borussia-1909 eV Dortmund       | 3 – 1   | CCA București |
| ---------------------------------- | ------- | ------------- |
| Dulz 15' Kelbassa 62' Preißler 79' | Detalii | Cacoveanu 35' |

BV Borussia-1909 eV Dortmund s-a calificat

## Sferturi de finală
| Echipa 1                     | Total  | Echipa 2                | Turul I | Turul II | Baraj |
| Manchester United FC         | 5 – 4  | FC Steaua Roșie Belgrad | 2 – 1   | 3 – 3    |       |
| Real Madrid CF               | 10 – 2 | Sevilla FC SAD          | 8 – 0   | 2 – 2    |       |
| AFC Ajax                     | 2 – 6  | Vasas SC Budapesta      | 2 – 2   | 0 – 4    |       |
| BV Borussia-1909 eV Dortmund | 2 – 5  | AC Milan SpA            | 1 – 1   | 1 – 4    |       |

### Turul I
| Manchester United FC    | 2 – 1   | FC Steaua Roșie Belgrad |
| ----------------------- | ------- | ----------------------- |
| Charlton 65' Colman 81' | Detalii | Tasić 35'               |

| Real Madrid CF                                                                    | 8 – 0   | Sevilla FC SAD |
| --------------------------------------------------------------------------------- | ------- | -------------- |
| Di Stéfano 15', 55' (pen.), 85', 88' · Kopa 37', 73' · Marsal 48' 60' · Gento 81' | Detalii | Del Rio 60'    |

| AFC Ajax           | 2 – 2   | Vasas SC Budapesta |
| ------------------ | ------- | ------------------ |
| Ouderland 31', 42' | Detalii | Bundzsák 73', 82'  |

| BV Borussia-1909 eV Dortmund | 1 – 1   | AC Milan SpA |
| ---------------------------- | ------- | ------------ |
| Bergamaschi 90' (ag.)        | Detalii | Galli 45'    |

### Turul II
| FC Steaua Roșie Belgrad   | 3 – 3   | Manchester United FC         |
| ------------------------- | ------- | ---------------------------- |
| Kostić 46', 58' Tasić 50' | Detalii | Viollet 2' Charlton 30', 31' |

Manchester United FC s-a calificat cu scorul general 5–4.
| Sevilla FC SAD      | 2 – 2   | Real Madrid CF  |
| ------------------- | ------- | --------------- |
| Paya 22' Pahuet 29' | Detalii | Pereda 48', 62' |

Real Madrid CF s-a calificat cu scorul general 10–2.
| Vasas SC Budapesta                       | 4 – 0   | AFC Ajax |
| ---------------------------------------- | ------- | -------- |
| Bundzsák 7' Szilágyi 9', 39' Csordás 29' | Detalii |          |

Vasas SC Budapesta s-a calificat cu scorul general 6–2.
| AC Milan SpA                                      | 4 – 1   | BV Borussia-1909 eV Dortmund |
| ------------------------------------------------- | ------- | ---------------------------- |
| Cucchiaroni 11' Liedholm 21' Galli 63' Grillo 86' | Detalii | Preißler 37'                 |

AC Milan s-a calificat cu scorul general 5–2.

## Semifinale
| Echipa 1             | Total | Echipa 2           | Turul I | Turul II | Baraj |
| Real Madrid CF       | 4 – 2 | Vasas SC Budapesta | 4 – 0   | 0 – 2    |       |
| Manchester United FC | 2 – 5 | AC Milan SpA       | 2 – 1   | 0 – 4    |       |

### Turul I
| Real Madrid CF                     | 4 – 0   | Vasas SC Budapesta |
| ---------------------------------- | ------- | ------------------ |
| Di Stéfano 9', 42', 50' Marsal 46' | Detalii |                    |

| Manchester United FC          | 2 – 1   | AC Milan SpA   |
| ----------------------------- | ------- | -------------- |
| Viollet 39' Taylor 80' (pen.) | Detalii | Schiaffino 24' |

### Turul II
| Vasas SC Budapesta       | 2 – 0   | Real Madrid CF |
| ------------------------ | ------- | -------------- |
| Bundzsák 25' Csordás 53' | Detalii |                |

Real Madrid CF s-a calificat cu scorul general 4-2
| AC Milan SpA                                      | 4 – 0   | Manchester United FC |
| ------------------------------------------------- | ------- | -------------------- |
| Schiaffino 2', 76' Liedholm 51' (pen.) Danova 67' | Detalii |                      |

AC Milan s-a calificat cu scorul general 5-2

## Finala
| Real Madrid CF | Real Madrid CF | AC Milan SpA | AC Milan SpA | Așezarea echipelor                                    |
| | \| Finala \| \| 28 mai 1958, ora 18:00 la Bruxelles (Heysel Stadium) \| \| Scor: 3 – 2 (d.p.) (0 – 0, 2 – 2) \| \| Spectatori: 67.000 \| \| Arbitru: Albert Alsteen (Belgia) \| \| Detalii \|           | \| Finala \| \| 28 mai 1958, ora 18:00 la Bruxelles (Heysel Stadium) \| \| Scor: 3 – 2 (d.p.) (0 – 0, 2 – 2) \| \| Spectatori: 67.000 \| \| Arbitru: Albert Alsteen (Belgia) \| \| Detalii \| |              | Așezarea echipelor Real Madrid CF versus AC Milan SpA |
| Juan Alonso Ángel Atienza Rafael Lesmes Juan Santisteban José Santamaría José María Zárraga Joseito Raymond Kopa Alfredo Di Stéfano Héctor Rial Francisco Gento Antrenor: Luis Carniglia | Narciso Soldan Alfio Fontana Eros Beraldo Mario Bergamaschi Cesare Maldini Luigi Radice Giancarlo Danova Nils Liedholm Juan Alberto Schiaffino Ernesto Grillo Tito Cucchiaroni Antrenor: Giuseppe Viani | |              | Așezarea echipelor Real Madrid CF versus AC Milan SpA |
| 1 – 1 Alfredo Di Stéfano (74) 2 – 2 Héctor Rial (79) 3 – 2 Francisco Gento (107) | 0 – 1 Juan Alberto Schiaffino (59) 1 – 2 Ernesto Grillo (77) | |              | Așezarea echipelor Real Madrid CF versus AC Milan SpA |
| Finala | | |              |                                                       |
| 28 mai 1958, ora 18:00 la Bruxelles (Heysel Stadium) | | |              |                                                       |
| Scor: 3 – 2 (d.p.) (0 – 0, 2 – 2) | | |              |                                                       |
| Spectatori: 67.000 | | |              |                                                       |
| Arbitru: Albert Alsteen (Belgia) | | |              |                                                       |
| Detalii | | |              |                                                       |

## Golgheteri
10 goluri
- Alfredo Di Stéfano (Real Madrid CF)

9 goluri
- Bora Kostić (FC Steaua Roșie Belgrad)

8 goluri
- Lajos Csordás (Vasas SC Budapesta)